# Zebrias scalaris
Zebrias scalaris är en fiskart som beskrevs av Gomon, 1987. Zebrias scalaris ingår i släktet Zebrias och familjen tungefiskar. Inga underarter finns listade i Catalogue of Life.